# Cinnyris
Cinnyris – rodzaj ptaków z rodziny nektarników (Nectariniidae).

## Rozmieszczenie geograficzne
Rodzaj obejmuje gatunki występujące w Afryce, Azji i Australazji.

## Morfologia
Długość ciała 9–19 cm; masa ciała 4–24 g (samce są z reguły nieco cięższe od samic).

## Systematyka
Rodzaj zdefiniował w 1816 roku francuski przyrodnik Georges Cuvier w publikacji własnego autorstwa poświęconej klasyfikacji królestwa zwierząt, wraz z podstawami ich historii naturalnej i wprowadzeniem do anatomii porównawczej. Gatunkiem typowym jest (późniejsze oznaczenie) nektarnik czerwonopręgi (C. chalybeus).

### Etymologia
- Cinnyris: gr. κιννυρις kinnuris ‘mały ptak’ wspomniany przez Hezychiusza, wciąż nie zidentyfikowany[8].
- Aidemonia: gr. αιδημων aidēmōn, αιδημονος aidēmonos ‘skromny, poważny, wstydliwy’, od αιδεομαι aideomai ‘być wstydliwym’[9]. Gatunek typowy (późniejsze oznaczenie)[10]: Certhia cuprea Shaw, 1812.
- Notiocinnyris: gr. νοτιος notios ‘południowy’, od νοτος notos ‘południe’; rodzaj Cinnyris Cuvier, 1816[11]. Gatunek typowy (poprawiony przez późniejsze oznaczenie)[11]: Certhia afra Linnaeus, 1766.
- Aethocinnyris: lapsus słowny nazwy Notiocinnyris Roberts, 1922 (por. gr. αηθης aēthēs ‘dziwny’; rodzaj Cinnyris Cuvier, 1816)[12].

### Podział systematyczny
Do rodzaju należą następujące gatunki:

- Cinnyris chloropygius (Jardine, 1842) – nektarnik oliwkowobrzuchy
- Cinnyris minullus Reichenow, 1899 – nektarnik drobny
- Cinnyris neergaardi C.H.B. Grant, 1908 – nektarnik natalski
- Cinnyris manoensis Reichenow, 1907 – nektarnik buszowy
- Cinnyris gertrudis Grote, 1926 – nektarnik dwuobrożny
- Cinnyris afer (Linnaeus, 1766) – nektarnik krasnopierśny
- Cinnyris stuhlmanni Reichenow, 1893 – nektarnik górski
- Cinnyris ludovicensis (Bocage, 1868) – nektarnik wyżynny
- Cinnyris reichenowi Sharpe, 1891 – nektarnik złotoboczny
- Cinnyris chalybeus (Linnaeus, 1766) – nektarnik czerwonopręgi
- Cinnyris regius Reichenow, 1893 – nektarnik królewski
- Cinnyris mediocris Shelley, 1885 – nektarnik dwuwstęgi
- Cinnyris usambaricus Grote, 1922 – nektarnik modrorzytny
- Cinnyris fuelleborni Reichenow, 1899 – nektarnik lśniący
- Cinnyris moreaui W.L. Sclater, 1933 – nektarnik sawannowy
- Cinnyris loveridgei E. Hartert, 1922 – nektarnik masajski
- Cinnyris rockefelleri Chapin, 1932 – nektarnik zbroczony
- Cinnyris pulchellus (Linnaeus, 1766) – nektarnik piękny
- Cinnyris melanogastrus (G.A. Fischer & Reichenow, 1884) – nektarnik czarnobrzuchy
- Cinnyris mariquensis A. Smith, 1836 – nektarnik czarnoskrzydły
- Cinnyris shelleyi Alexander, 1899 – nektarnik czarnorzytny
- Cinnyris congensis (van Oort, 1910) – nektarnik kongijski
- Cinnyris erythrocercus (Hartlaub, 1857) – nektarnik ozdobny
- Cinnyris nectarinioides Richmond, 1897 – nektarnik ostrosterny
- Cinnyris bifasciatus (Shaw, 1812) – nektarnik purpurowowstęgi
- Cinnyris tsavoensis van Someren, 1922 – nektarnik opalizujący
- Cinnyris chalcomelas Reichenow, 1905 – nektarnik spiżowy
- Cinnyris pembae Reichenow, 1905 – nektarnik fioletowowstęgi
- Cinnyris bouvieri Shelley, 1877 – nektarnik tęczowy
- Cinnyris osea Bonaparte, 1856 – nektarnik palestyński
- Cinnyris habessinicus (Hemprich & Ehrenberg, 1828) – nektarnik epoletowy
- Cinnyris coccinigastrus (Latham, 1801) – nektarnik wspaniały
- Cinnyris johannae J. Verreaux & E. Verreaux, 1851 – nektarnik leśny
- Cinnyris superbus (Shaw, 1809) – nektarnik rudobrzuchy
- Cinnyris rufipennis (Jensen, 1983) – nektarnik rdzawoskrzydły
- Cinnyris oustaleti (Bocage, 1878) – nektarnik angolski
- Cinnyris talatala A. Smith, 1836 – nektarnik zielonogrzbiety
- Cinnyris venustus (Shaw, 1799) – nektarnik fioletowy
- Cinnyris fuscus Vieillot, 1819 – nektarnik żałobny
- Cinnyris ursulae (Alexander, 1903) – nektarnik kameruński
- Cinnyris batesi Ogilvie-Grant, 1908 – nektarnik jednobarwny
- Cinnyris cupreus (Shaw, 1812) – nektarnik miedziany
- Cinnyris asiaticus (Latham, 1790) – nektarnik stalowy
- Cinnyris jugularis (Linnaeus, 1766) – nektarnik ciemnogardły
- Cinnyris buettikoferi E. Hartert, 1896 – nektarnik morelowy
- Cinnyris solaris (Temminck, 1825) – nektarnik słoneczny
- Cinnyris sovimanga (J.F. Gmelin, 1788) – nektarnik pstrobrzuchy
- Cinnyris humbloti A. Milne-Edwards & Oustalet, 1885 – nektarnik pstrogłowy
- Cinnyris comorensis W. Peters, 1864 – nektarnik komorski
- Cinnyris coquerellii (Hartlaub, 1860) – nektarnik samotny
- Cinnyris dussumieri (Hartlaub, 1861) – nektarnik żółtoplamy
- Cinnyris notatus (Statius Müller, 1776) – nektarnik malgaski
- Cinnyris lotenius (Linnaeus, 1766) – nektarnik długodzioby